# 芦澤魁作 MUSIC ALCHEMY
芦澤魁作 MUSIC ALCHEMY（あしざわかいさく ミュージック アルケミー）は、FM COCOLOで2005年9月から放送されていた日本のラジオ番組である。

## 概要
収録された30分番組で、放送時間は毎週金曜日午後11時30分から午前0時まで。「歌うこと」「愛すること」「食べること」で知られる『音楽の都、芸術の国』、活動的で芸術心が溢れているイタリア音楽やイタリアにまつわる話が中心。
2005年10月7日はルチアーノ・パヴァロッティの特集を行った。音楽はクラシック音楽やカンツォーネをはじめ陽気な音楽だけではなく、渋かったり物悲しい楽曲も実際にはかけていた。
2012年1月現在、同時刻帯は「Music Goes On」という番組に変更されている。

## 出演者
- 芦澤魁作
- 増井孝子